# Витюк, Андрей Владимирович
Андрей Владимирович Витюк (5 февраля 1964) — советский и российский футболист, полузащитник.

## Биография
Воспитанник футбольной школы московского «Динамо». В 1981—1982 годах сыграл 5 матчей за дубль «бело-голубых» в первенстве дублёров высшей лиги. Взрослую карьеру начал в 1982 году в клубе «Динамо» (Кашира) во второй лиге, где провёл три сезона.
Серебряный призёр футбольного турнира Спартакиады народов СССР 1983 года в составе юношеской сборной РСФСР.
В начале 1985 года перешёл в ереванский «Арарат», в его составе сыграл один матч в высшей лиге — 4 марта 1985 года в игре первого тура против «Жальгириса» вышел на замену на 56-й минуте вместо Сейрана Осипова. Вскоре после этого матча покинул «Арарат» и несколько лет выступал в клубах второй лиги.
В ходе сезона 1985 года сыграл 2 матча за липецкий «Металлург», а затем перешёл в «Знамя Труда» (Орехово-Зуево), где выступал в течение года. Летом 1986 года перешёл в новороссийский «Цемент», в котором провёл полтора года. С 1988 года в течение пяти сезонов выступал за «Волжанин» (Кинешма) в первенствах СССР и России, сыграл за этот клуб более 150 матчей.
В 1992 году впервые перешёл в зарубежный клуб — ливанский «Шабаб Аль-Сахель». После возвращения в Россию провёл полсезона в «Титане» (Реутов).
С 1994 года играл за различные клубы низших дивизионов Германии. В команде «Фалькензе-Финкенкруг» в сезоне 1999/00 был играющим тренером.